# Маркели (нос)
Носът Маркели (на английски: Markeli Point) е свободен от лед морски нос на северозападния бряг на остров Смит, вдаващ се 1.2 км на запад-югозапад в протока Дрейк. Разположен от северната страна на входа в залива Кабут, 14.5 км югозападно от нос Смит, 2 км на юг-югозапад от нос Грегъри и 19.8 км на север-североизток от нос Джеймс.
Координатите му са: 62°56′10″ ю. ш. 62°33′05″ з. д. / 62.936111° ю. ш. 62.551389° з. д..
Наименуван е на средновековната крепост Маркели в Югоизточна България. Първоначално предвидено за съседен морски нос, след уточняване местоположението на нос Грегъри името е установено за настоящия географски обект. Името е официално дадено на 4 септември 2008 г.
Българско картографиране от 2009 г.

## Карти
- Л. Иванов. Антарктика: Остров Ливингстън и острови Гринуич, Робърт, Сноу и Смит. Топографска карта в мащаб 1:120000. Троян: Фондация Манфред Вьорнер, 2009. ISBN 978-954-92032-4-0
- South Shetland Islands: Smith and Low Islands. Scale 1:150000 topographic map No. 13677. British Antarctic Survey, 2009.